# Cula Cornoiu
Cula Cornoiu a fost construită în satul Curtișoara, județul Gorj, în prezent cartier al orașului Bumbești Jiu, aflat la 10 km nord de Târgu Jiu.
Este declarată monument istoric, cu cod LMI GJ-II-m-A-09256.01.

## Istoric
În 1785, cula, construită încă din prima jumătate a secolului al XVIII-lea, a fost lăsată moștenire de Radu Pistescu logofătului Cornea din Târgu Jiu.
Construcția este ridicată pe un platou ce domină valea Jiului, asigurând vizibilitate spre sud în direcția Târgu Jiu. Este dezvoltată pe trei niveluri / caturi (P+2), cu o arie construită desfășurată de 365,90 metri pătrați și o arie construită la sol de 122,65 metri pătrați, cu fântână în pivniță și cu creneluri de tragere la fiecare nivel. După sistemul constructiv și după amplasarea în teren, aparține tipului culă de refugiu, de apărare sau locuință temporară. Are în compunere două beciuri în care se pătrunde prin uși masive de stejar închise cu bârne de lemn dispuse de-a curmezișul. Din unul din beciuri pornește scara de acces spre primul nivel. La al doilea etaj se află pridvorul culei, care oferă o bună vizibilitate asupra împrejurimilor.
Transformările suferite de-a lungul timpului nu au alterat prea mult forma arhitecturală a clădirii. Astfel, în anul 1840 acoperișul din șindrilă cu streașina de peste un stânjen a fost înlocuit cu unul mai coborât și o streașină mai îngustă iar în 1880 au fost lărgite ferestrele.
Cula, turnul de apă și terenul aferent au fost cumpărate, în anul 1927, de la familia Cornoiu, de Constantin Neamțu, guvernatorul Băncii Naționale de la Craiova. Acesta a mai construit un conac, în stilul vechilor case boierești, o casă a slugilor și a mai făcut unele lucrări de modernizare a culei. În anul 1945, proprietarul a fugit în Franța de teama regimului comunist.

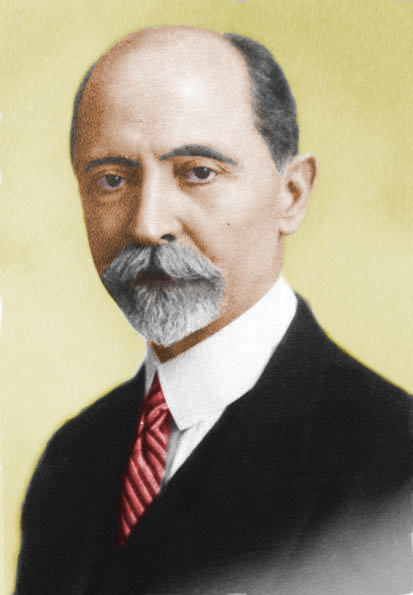
Constantin Neamțu, fost proprietar al culei și al conacului aferent.

Cula a fost restaurată în anii 1966-1967 și integrată secției de etnografie a Muzeului Județean Gorj, iar între anii 1966 și 1975, în jurul culei Cornoiu a fost amenajat Muzeul Arhitecturii Populare din Gorj.

## Situația actuală
Din luna martie 2006, prin hotărâre judecătorească definitivă și irevocabilă, moștenitorilor lui Constantin Neamțu le-a revenit suprafața de 5,312 hectare, care a fost retrocedată. Pe terenul intrat în proprietatea moștenitorilor se află și 16 case din patrimoniul Muzeului Arhitecturii Populare din Gorj, ceea ce a dus la un nou proces înte muzeu și moștenitori.
Cula Cornoiu este deținută, din anul 2006, de către vicepreședintele Ordinului Arhitecților din România, Ștefan Bortnowski, nepotul lui Constantin Neamțu. Acesta a întreprins ample lucrări de restaurare, între care înlocuirea șiței.
Administrată de arhitectul Pierre Bortnowski, moștenitor al foștilor proprietari, cula restaurată a fost deschisă pentru vizitatori la mijlocul lunii mai 2019. Pierre Bortnowski este născut la Paris, cu tatăl român și mama belgiancă, dar vorbește foarte bine românește și activează ca ghid pentru vizitatorii culei.